# Танец коссиров
Танец коссиров (Танец коссирей, Танец ряженых; кат. Ball dels cossiers) — народный танец острова Майорки (Испания), который завезён прибывшими каталонцами. Танец был почти забыт, но усилиями энтузиастов сохраняется до сегодняшнего дня.
Танцоры — это три пары мужчин и дама, одетые в белое, с яркой юбкой и лентой, на которой свисают ленты и зеркальные рожки. В каждой руке они держат платок, который используется для хореографических фигур. Их сопровождает демон — фигура, которая своей дерзостью пытается испортить церемонию, что становится праздничным и юмористическим элементом представления. Контрапунктом дьявола является дама, олицетворяющая добро, которая имеет функцию направлять движения всех танцоров. Танцевальную музыку исполняют музыкант с флабиолем и бубном.
Танец коссиров на Майорке известен с XIV века, когда он появился на острове благодаря переселенцам из Каталонии после завоевания острова Арагонской короной при короле Хайме I. Самое раннее зарегистрированное свидетельство существования танца было найдено в рукописи 1544 года в Сольере. Однако некоторые ученые утверждают, что танец уходит корнями в языческие ритуалы поклонения духу природы, происходящие на острове, и что современный танец является синтезом этих древних ритуалов и относительно современных каталонских традиций.
Из-за подавления Франсиско Франко культуры Майорки и Каталонии танец практически исчез в течение 20 века. Однако его возрождение началось в 1962 году, когда испанский кинорежиссер Хосе Мария Оливейра начал проводить выступления в своем отеле в городе Пальма и поддерживать местные танцевальные труппы. Возрождение танца продолжалось и в XXI веке, поскольку у туристов и местных властей появился интерес к танцу. Тем не менее, он все еще далеко не так широко распространен, как когда-то, поскольку он практикуется только в Пальме и пяти других городах и деревнях на Майорке — Манакоре, Аларо, Альгайде, Монтуири и Инке.